# جمهوری آفریقای مرکزی در المپیک تابستانی ۲۰۲۴
کاروان المپیکی آفریقای مرکزی (به صورت رسمی جمهوری آفریقای مرکزی)، یکی از کاروان‌های شرکت‌کننده در بازی‌های المپیک تابستانی ۲۰۲۴ بود. این دوره از بازی‌ها از ۲۶ ژوئیه تا ۱۱ اوت ۲۰۲۴ (۵ تا ۲۱ امرداد ۱۴۰۳ خورشیدی) به میزبانی پاریس، پایتخت فرانسه برگزار شد. کاروان این کشور پس از نخستین حضور در المپیک ۱۹۶۸، سه المپیک بعدی را غایب بود؛ ۱۹۶۸ مونیخ به دلیل این که هیچ ورزشکاری جواز حضور در المپیک را کسب نکرد؛ المپیک ۱۹۷۶ به عنوان بخشی از تحریم‌کنندگان آفریقایی و تحریم المپیک ۱۹۸۰ به پیروی از ایالات متحده. پس از المپیک ۱۹۸۰ مسکو در همه‌ی ادوار المپیک به صورت پیاپی حضور داشته‌اند.
دو ورزشکار مرد و زن این کاروان موفق به کسب هیچ مدالی نشدند. 

## شرکت‌کنندگان
در فهرست زیر، چهار ورزشکار این کاروان و ورزش‌های آنها مشخص شده است.
| ورزش        | مردان | زنان | مجموع |
| ----------- | ----- | ---- | ----- |
| دو و میدانی | ۱     | ۰    | ۱     |
| جودو        | ۰     | ۱    | ۱     |
| شنا         | ۱     | ۱    | ۲     |
| مجموع       | ۲     | ۲    | ۴     |